# 第十二代阿索爾公爵布魯斯·莫瑞

阿索爾公爵紋章

第十二代阿索爾公爵布魯斯·喬治·羅納德·莫瑞 OStJ（1960年4月6日—）出生於南非，是一名蘇格蘭貴族及莫瑞氏族的族長。布魯斯作為阿索爾公爵，擁有歐洲唯一合法的私人軍隊阿索爾高地軍團。

## 生平
布魯斯·莫瑞是第十一代阿索爾公爵約翰·莫瑞與妻子瑪格麗特·伊馮娜·利奇所生的長子。他曾就讀於薩斯維爾德林業學院，其後加入南非陸軍步兵編隊並服役兩年。他目前是德蘭士瓦蘇格蘭軍團的志願成員，並擁有中尉軍階。公爵曾經營過一處茶園，但後來轉為經營廣告標誌業務，為商業建築生產廣告標誌。
維多利亞女王在1844年造訪布萊爾阿索爾時向公爵家族賜予組建私人軍隊的特權。布魯斯在父親於2012年5月15日去世後承襲了其父的所有爵位和頭銜，包括阿索爾高地軍團的榮譽上校軍銜。
公爵家族的祖宅是座落伯斯郡的布萊爾城堡，但公爵本人目前居住在南非路易特里哈特。

## 婚姻與子嗣
布魯斯於1984年2月4日在南非約翰內斯堡與第一任妻子琳恩·伊麗莎白·安德魯（Lynne Elizabeth Andrew）舉行婚禮。夫妻二人在2003年離婚，此前已育有兩子一女：
- 圖利巴丁侯爵邁克爾·布魯斯·約翰·莫瑞（1985年3月5日出生於南非路易特里哈特）
- 大衛·尼古拉斯·喬治·莫瑞勳爵（1986年1月31日出生於南非路易特里哈特）
- 妮可·莫瑞女勳爵（1987年7月11日出生於南非代沃爾斯克盧夫）

他在2009年與第二任妻子夏曼恩·米娜·杜·托伊特（Charmaine Myrna du Toit），後於2016年離異。